# Лукас Васкез
Лукас Васкез Иглесиас (шп. Lucas Vázquez Iglesias; Куртис, 1. јул 1991) је шпански професионални фудбалер, који тренутно наступа за Реал Мадрид и фудбалску репрезентацију Шпаније као десно крило.Каријеру је започео у млађим селекцијама Реал Мадрида да би 2015. године дебитовао за први тим Реал Мадрида после сезоне коју је провео на позајмици у Еспањолу. Са фудбалском репрезентацијом Шпаније је учествовао на европском првенству у Француској 2016. и на светском првенству 2018. у Русији.

## Трофеји

### Клуб
Реал Мадрид
- Првенство Шпаније (4) : 2016/17, 2019/20, 2021/22, 2023/24.
- Куп Шпаније (1) : 2022/23.
- Суперкуп Шпаније (3) : 2017, 2019/20, 2021/22.
- Лига шампиона (5) : 2015/16, 2016/17, 2017/18, 2021/22, 2023/24.
- Суперкуп Европе (4) : 2016, 2017, 2022, 2024.
- Светско клупско првенство (3) : 2016, 2017, 2018.